# 朗根多夫 (瑞士)
朗根多夫（德語：Langendorf，發音：[ˈlaŋənˌdɔrf]）是瑞士索洛图恩州的市镇，面积1.93平方千米，2018年12月31日人口为3,781人。